# Greatest Hits (álbum de Blink-182)
Greatest Hits es el primer y único álbum recopilatorio de la banda estadounidense Blink-182. El álbum fue publicado el 31 de octubre de 2005 por Geffen Records. Un DVD fue lanzado con el mismo nombre y tapa Greatest Hits, el disco incluía la mayor parte de los vídeos musicales de la banda.
La recopilación se lanzó a base en la ruptura de la banda a principios del año 2005. El álbum es esencialmente una colección de los sencillos más exitosos de la banda, también incluye una nueva canción y una versión de «The Only Ones». Greatest Hits fue el último álbum oficial de Blink-182 hasta que la banda anunció su reforma en 2009.

## Lanzamiento
El Greatest Hits debutó en el puesto número cuatro en el Billboard 200 con ventas de 70 961 en su primera semana. Una versión editada del Greatest Hits fue lanzado junto con la versión explícita del álbum en su fecha original de lanzamiento. El álbum incluye una canción inédita —«Not Now»—, y una versión de The Only Ones —«Another Girl, Another Planet»—. Esta última fue utilizada como el tema principal del reality de Travis Barker «Meet the Barkers». «Carousel» no estaba en la lista de canciones originales del álbum, pero después de algunas quejas la canción fue incluida. Desde el principio los fanes se quejaron de las imágenes del DVD, como todos los que se incluyó en versiones anteriores de The Urethra Chronicles II, y el detrás de cámaras en los tres primeros sencillos del álbum epónimo Blink-182.

## Lista de canciones
| Greatest Hits |                                                         |                                |          |  |
| N.º           | Título                                                  | Álbum                          | Duración |  |
| 1.            | «Carousel»                                              | Cheshire Cat                   | 3:11     |  |
| 2.            | «M+M's»                                                 | Cheshire Cat                   | 2:35     |  |
| 3.            | «Dammit (Growing Up)»                                   | Dude Ranch                     | 2:46     |  |
| 4.            | «Josie (Everything's Gonna Be Fine)»                    | Dude Ranch                     | 3:05     |  |
| 5.            | «What's My Age Again?»                                  | Enema of the State             | 2:29     |  |
| 6.            | «All the Small Things»                                  | Enema of the State             | 2:51     |  |
| 7.            | «Adam's Song»                                           | Enema of the State             | 4:07     |  |
| 8.            | «Man Overboard»                                         | The Mark, Tom and Travis Show  | 2:46     |  |
| 9.            | «The Rock Show»                                         | Take Off Your Pants and Jacket | 2:51     |  |
| 10.           | «First Date»                                            | Take Off Your Pants and Jacket | 2:51     |  |
| 11.           | «Stay Together for the Kids»                            | Take Off Your Pants and Jacket | 3:52     |  |
| 12.           | «Feeling This»                                          | Blink-182                      | 2:53     |  |
| 13.           | «I Miss You»                                            | Blink-182                      | 3:47     |  |
| 14.           | «Down»                                                  | Blink-182                      | 3:13     |  |
| 15.           | «Always»                                                | Blink-182                      | 4:17     |  |
| 16.           | «Not Now»                                               | Greatest Hits                  | 4:23     |  |
| 17.           | «Another Girl, Another Planet» (cover de The Only Ones) | The Only Ones                  | 2:41     |  |
| 54:38         |                                                         |                                |          |  |

| Bonus track internacional |                                      |          |  |
| N.º                       | Título                               | Duración |  |
| 18.                       | «Aliens Exist» (en vivo Los Ángeles) | 3:13     |  |

| Bonus track |                                 |          |  |
| N.º         | Título                          | Duración |  |
| 18.         | «I Won't Be Home for Christmas» | 3:17     |  |
| 19.         | «Go» (BBC Radio 1 Session)      | 1:51     |  |

| Bonus track |                                   |          |  |
| N.º         | Título                            | Duración |  |
| 18.         | «I Won't Be Home for Christmas»   | 3:17     |  |
| 19.         | «Don't Tell Me It's Over»         | 2:33     |  |
| 20.         | «I Miss You» (en vivo Mineápolis) | 3:58     |  |

- La versión deluxe coreana contiene: The Mark, Tom, and Travis Show: The Enema Strikes Back y el Greatest Hits DVD en un paquete de tres discos.

## DVD: contenidos (para la edición deluxe)
- Clips en directo:

1. «What's My Age Again?» (en vivo Chicago – 2001)
2. «Anthem Part Two» (en vivo Chicago – 2001)
3. «Carousel» (en vivo Chicago – 2001)

- Detrás del escenario:

1. «Feeling This» (Cómo se hizo el video)
2. «I Miss You» (Cómo se hizo el video)
3. «Down» —grabando el álbum Blink-182 y el video de Down—

## Posicionamiento en listas
| País          | Listas (2005)            | Mejor posición | Ref.  |
| ------------- | ------------------------ | -------------- | ----- |
| Nueva Zelanda | New Zealand Albums Chart | 23             | [ 3 ] |
| Reino Unido   | UK Albums Chart          | 6              | [ 4 ] |
| Suiza         | Swiss Albums Chart       | 45             | [ 5 ] |

| País        | Listas (2012)   | Mejor posición | Ref.  |
| ----------- | --------------- | -------------- | ----- |
| Reino Unido | UK Albums Chart | 94             | [ 6 ] |
| Reino Unido | UK Rock Albums  | 5              | [ 7 ] |

## Personal
| Blink-182 - Mark Hoppus – voz, bajo - Tom DeLonge – voz, guitarra - Travis Barker – batería, percusión - Scott Raynor – batería en 1, 2, 3 y 4 Músicos adicionales - Robert Joseph Manning Jr. – Teclados | Producción - Mark Trombino productor en: Dude Ranch y «I Won't Be Home for Christmas» - Jerry Finn productor: Enema of the State, The Mark, Tom, And Travis Show: The Enema Strikes Back, Take Off Your Pants And Jacket, Blink-182 y la canción «Not Now» - Blink-182: «Another Girl, Another Planet» |